# Božidar Mandić
Božidar Mandić (Novi Sad, 1952) književnik je i osnivač Porodice bistrih potoka 1977. godine.
Svoje umetničko delovanje je započeo kao jedan od protagonista novosadske konceptualne scene. Sredinom sedamdesetih godina 20. veka, počeo je da se zanima za drugačiji oblik stvaranja. Dotadašnje sprovođenje sve intimnijih akcija i neizlagačkih koncepata unutar grupe KOD (Miroslav Mandić, Slobodan Tišma, Marko Radojičić i Slavko Bogdanović) i grupe „Januar-Februar-Mart“, doprineli su želji za svakodnevnim ostvarivanjem sličnih iskustava, čija je realizacija jedino bila moguća u prirodi. Slično onome što je je u isto vreme započela slovenačka grupa OHO (David Nez, Andraš Šalamun, Marko Pogačnik...) u selu Šempas (u Vipavskoj dolini).
Godine 1977. iz Novog Sada se seli i nastanjuje u selu Brezovica, podno Rudnika gde je utemeljio prvu srpsku ekološko-umetničku komunu 'Porodica bistrih potoka.
Objavio je petnaest knjiga, realizovao dvanaest samostalnih izložbi i teatarskih predstava. Saradnik je Dečje redakcije Radio Beograda i Radio Televizije Srbije i kolumnista dnevnog lista Danas.

## Spoljašnje veze
- Интервју: Живим без динара прихода[мртва веза]